# 李浚焕
李浚焕（谚文：이준환，朝鲜汉字：李濬煥，1977年8月13日—），是韩国男子短道速滑运动员。他是1998年冬季奥林匹克运动会5000米接力亚军。

## 职业生涯
1998年长野冬奥会中，李浚焕获得5000米接力银牌。

## 资料来源
- 奥林匹克数据库(英文)
- 李浚焕-国际滑冰联盟（ISU）
- 李浚焕 （页面存档备份，存于）-Olympedia